# Mort Garson
Morton S. Garson (20 luglio 1924 – 4 gennaio 2008) è stato un compositore, arrangiatore e cantautore canadese. È considerato uno dei pionieri della musica elettronica per sintetizzatore Moog.
Secondo quanto riporta il sito AllMusic:

## Biografia
Mort Garson nacque a Saint John, in Canada. Si trasferì a New York dove studiò alla Juilliard School. Lavorò successivamente come arrangiatore e pianista prima di arruolarsi nell'esercito verso la fine della Seconda guerra mondiale.
Dopo aver abbandonato la carriera militare, Garson lavorò come turnista: attività durante la quale imparò a comporre musica e a suonare il pianoforte. Nel 1957 co-scrisse, assieme Tom Glazer, il brano Dynamite di Brenda Lee, e compose Theme for a Dream di Cliff Richard nel 1961. Due anni più tardi compose Our Day Will Come, realizzato con Bob Hilliard ed attribuito ai Ruby & the Romantics. Sempre con Hiliard, comporrà molti anni dopo, dei brani per il film Shag (1989).
Durante la metà degli anni sessanta, Garson arrangiò e collaborò a numerose pubblicazioni di altri musicisti che includono, fra i molti, Doris Day, Mel Tormé, Lettermen, Laurence Harvey, Esther Phillips, Julie London, Nancy Wilson, Chris Montez, Leslie Uggams e Joanie Sommers. Negli stessi anni produsse molti album di easy listening. Nello stesso periodo, arrangiò album di successo con Perry Botkin, Jr. che includono: Play the Hits of Simon & Garfunkel e la serie intitolata Play the Beatles Songbook dell'orchestra Hollyridge Strings. Lavorò inoltre ad album e singoli di formazioni quali Sugar Shoppe, Sunset Strings, e The Love Strigs, e pubblicò uno dei suoi primi brani, Allison, nel 1965. Arrangiò il singolo Guantanamera dei Sandpipers nel 1966, e co-realizzò, assieme a Jacques Wilson, il suo lato B What Makes You Dream, Pretty Girl?. Nel 1968 arrangiò la sezione archi presente nella nota By the Time I Get to Phoenix di Glen Campbell.
Alla fine degli anni sessanta, Garson divenne uno dei primi arrangiatori e compositori ad adoperare il Moog: strumento onnipresente nei suoi album. Uno dei suoi primi album, The Zodiac: Cosmic Sounds del 1967, include brani elettronici narrati e dedicati ai segni zodiacali. Garson avrebbe deciso di adottare il sintetizzatore Moog soltanto dopo aver fatto la conoscenza del suo omonimo inventore, che gli presentò lo strumento. L'album ebbe fra gli ospiti Paul Beaver del duo Beaver & Krause e il cantautore Cyrus Faryar.
Altri album suonati con un Moog includono Electronic Hair Pieces, contenente alcune cover tratte dal musical Hair, e The Wozard of Iz. Quest'ultimo, un'opera satirica ispirata al film Il mago di Oz, vide fra gli ospiti Bernie Krause, Jacques Wilson, e Suzie Jane Hokom, che presta la voce alla protagonista Dorothy. In seguito al successo di Zodiac, Garson decise di comporre altri dodici album dedicati ciascuno ad un segno zodiacale. Ognuno di essi presenta forti sonorità elettroniche.
Nel 1971 compose Black Mass ("messa nera"), una pubblicazione interamente strumentale, pubblicata con lo pseudonimo Lucifer, arrangiata nuovamente con un sintetizzatore Moog. Jason Alkeny di Allmusic sostenne che l'album è "indiscutibilmente...il suo capolavoro". Garson pubblicò, nel 1972 e utilizzando l'alias "Z", Music for Sensuous Lovers, un concept erotico il cui titolo è una parafrasi del popolare libro femminista The Sensuous Woman di Joan Garrity. Nel 1974 uscì The Little Prince, pubblicazione narrata da Richard Burton che gli valse un Grammy Award per il miglior disco per bambini dell'anno. Durante l'anno seguente pubblicò Ataraxia: The Unexplained un album di musica meditativa. Mother Earth Plantasia, uscito nel 1976, è un album che "permette alle piante di crescere".

Mort Garson ha anche lavorato nel cinema e nella televisione, realizzando musica per diversi film e spettacoli televisivi. La sua musica venne usata durante alcune trasmissioni televisive inerenti alla missione spaziale dell'astronave Apollo 11 avvenuta nel 1969. Egli dichiarò:
Nel 1972 scrisse la colonna sonora del film Beware! The Blob nonché quella destinata allo speciale televisivo The 2000 Year Old Man di Mel Brooks e Carl Reiner.
Il brano Building Steam with a Grain of Salt di DJ Shadow, presente nell'album Endtroducing..... utilizza un campionamento tratto dalla sua Planetary Motivations (Cancer), mentre Exchange è stato riproposto dai Massive Attack nel loro album Mezzanine.
Garson morì per insufficienza renale nel 2008, all'età di 83 anni.

## Discografia parziale

### Album
- 1967 - Zodiac Cosmic Sounds
- 1968 - The Wozard of Iz
- 1969 - Electronic Hair Pieces
- 1969 - Signs of the Zodiac: Aries
- 1969 - Signs of the Zodiac: Taurus
- 1969 - Signs of the Zodiac: Gemini
- 1969 - Signs of the Zodiac: Cancer
- 1969 - Signs of the Zodiac: Leo
- 1969 - Signs of the Zodiac: Virgo
- 1969 - Signs of the Zodiac: Libra
- 1969 - Signs of the Zodiac: Scorpio
- 1969 - Signs of the Zodiac: Sagittarius
- 1969 - Signs of the Zodiac: Capricorn
- 1969 - Signs of the Zodiac: Aquarius
- 1969 - Signs of the Zodiac: Pisces
- 1969 - Arthur Prysock - This is My Beloved
- 1970 - Didn't You Hear? (colonna sonora)
- 1970 - Black Mass Lucifer (attribuito a Lucifer)
- 1971 - Music For Sensuous Lovers by "Z" (Attribuito a Z)
- 1974 - The Little Prince: Narrated by Richard Burton
- 1975 - Ataraxia: The Unexplained (attribuito a Electronic Musical Impressions of the Occult)
- 1976 - Plantasia